# Evangelische Kirche am Markt zu Goch

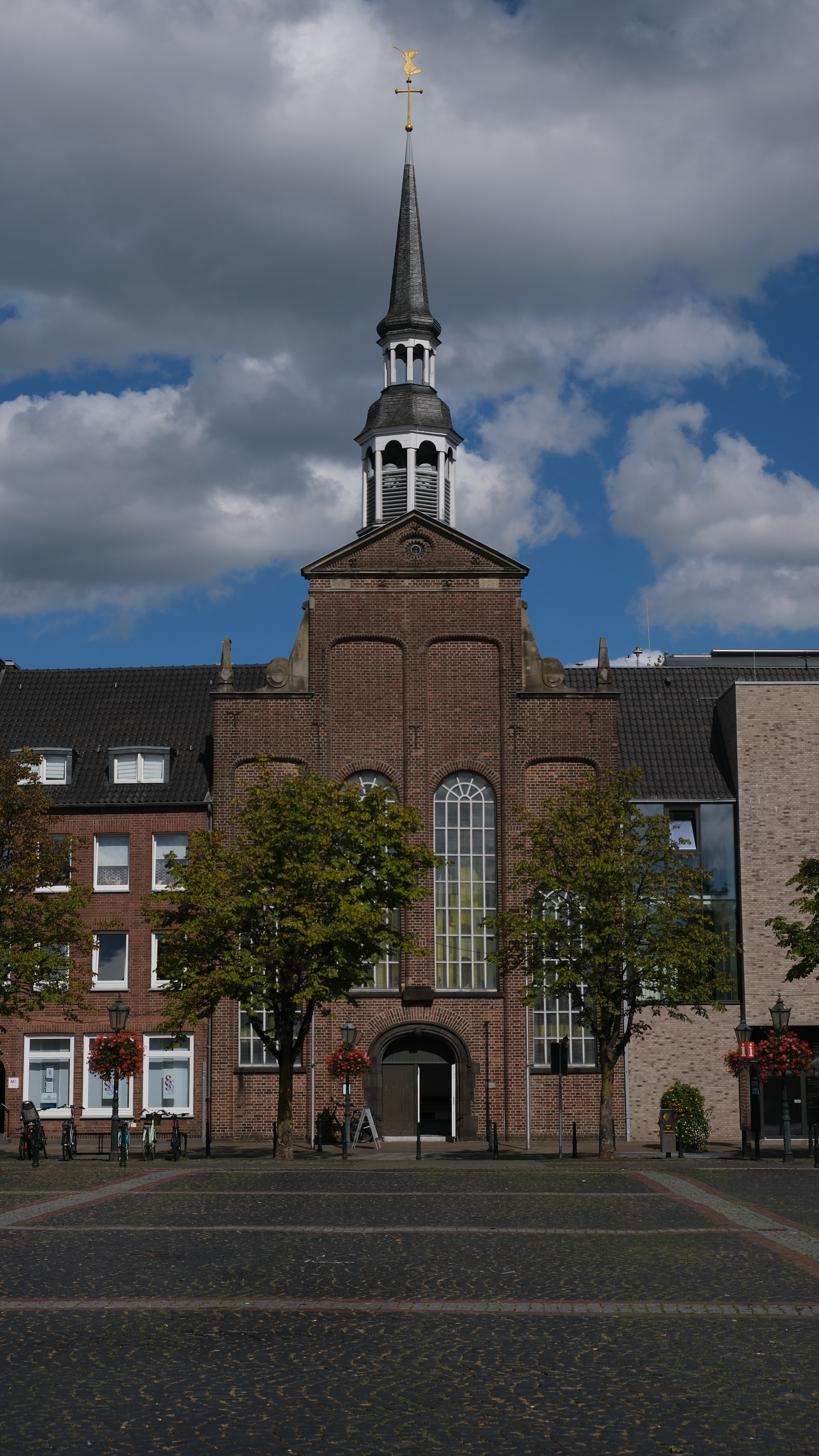
Evangelische Kirche in Goch

Die Evangelische Kirche am Markt zu Goch ist seit dem frühen 18. Jahrhundert das Gotteshaus der evangelischen Gemeinde im niederrheinischen Goch, die zum Kirchenkreis Kleve der Evangelischen Kirche im Rheinland gehört.

## Geschichte der evangelischen Gemeinde
Das Jahr 1570 gilt als das Gründungsjahr der reformierten Gemeinde zu Goch. Bereits zuvor (ab 1543) flüchteten Calvinisten aus den Niederlanden, die Geusen, in das Herzogtum Kleve. Verschiedene Erlasse (1565 und 1567) des Herzogs von Kleve konnten dieser Bewegung nichts anhaben. In Goch trafen sie auf eine protestantische Minderheit von Lutheranern. Die Protestanten arbeiteten als Untergrundgemeinde („Kirche unter dem Kreuz“), da auf Druck des Kaisers Maximilian II. nach 1567 die Gegenreformation auch im Herzogtum Kleve durchgesetzt werden musste. Man traf sich daher heimlich in Wohnhäusern. Die ersten heute noch erhaltenen Protokolle der Gemeindeleitung stammen aus dem Jahre 1570. Die niederländische Flüchtlingsgemeinde hatte sich hierbei bereits eine Ordnung gegeben. So wurde der Dienst der Diakone, die Aufgaben des Konsistoriums und die Pflichten der Gemeindemitglieder geregelt. Im Archiv der evangelischen Gemeinde findet sich eine Abschrift dieser niederländischsprachigen „Ordonnantien“. Im Jahre 1577 erfolgte der Zusammenschluss der einheimischen lutherischen Gemeinde und der niederländischen Flüchtlingsgemeinde.

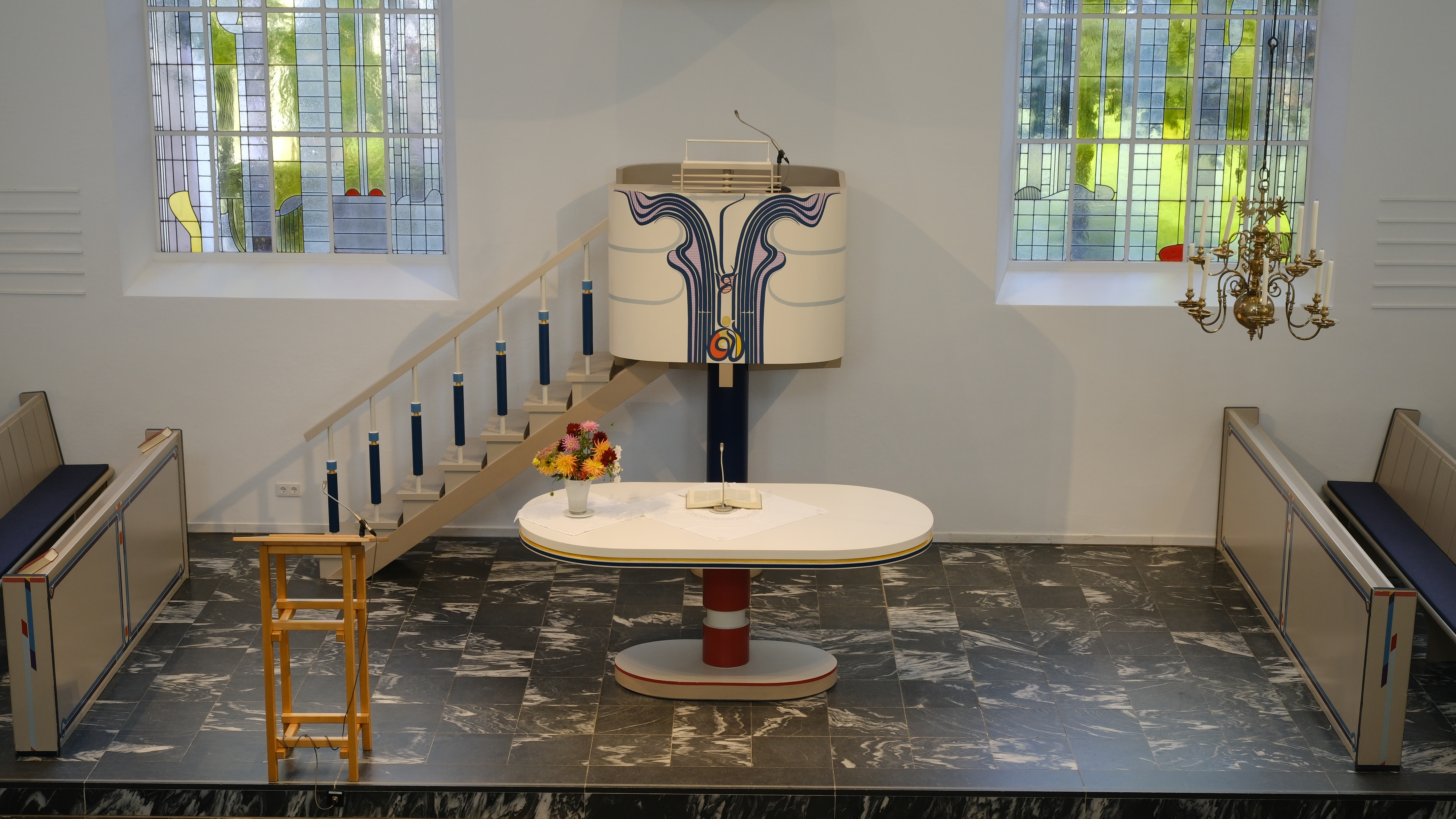
Altarraum

Im Jahre 1585 gab sich das Presbyterium erstmals eine Geschäfts- und Verhaltensordnung, „De Wetten“. Im evangelischen Gemeindearchiv befindet sich noch eine Abschrift.
Eine Verbesserung der Gemeindesituation stellte sich ein, als der nördliche Teil des Herzogtums Kleve an das reformierte Brandenburg fiel. Infolgedessen gehörten die meisten von der neuen Regierung eingesetzten Bürgermeister und Stadträte der evangelischen Gemeinde an, obwohl sie nur eine Minderheit der Bevölkerung repräsentierten.
Der Kurfürst verfügte 1613, dass protestantische Gemeinden die Kirchen mitbenutzen durften, sofern sie größer waren als die katholischen Gemeinden. Das war in Goch nicht der Fall. Trotzdem versuchten die protestantischen Stadtoberen insbesondere mit dem Hinweis auf den Zuwachs der reformierten Gemeinde, den Erlass anzuwenden. Dies misslang zwar zunächst. Späterhin nahm die evangelische Gemeinde die Pfarrkirche St. Maria-Magdalena trotzdem in Beschlag. Sowohl die katholischen Messen als auch die evangelischen Gottesdienste wurden hier bis 1621 abgehalten. Danach zog die evangelische Gemeinde in den „Kleinen Konvent“ an der Mühlenstraße (heute: Mühlenstraße 10). Die evangelische Gemeinde wuchs zusehends, so dass diese Räumlichkeiten bald zu klein wurden. Ein Grundstückstausch mit der Stadt Goch führte 1697 zum Erwerb des „Gasthauses zum Heiligen Geist“, das im Laufe der Jahre zur heutigen evangelischen Kirche umgestaltet wurde. Das Haus war ein mittelalterliches Hospiz, in dem Pilger, Alte, Kranke und Gebrechliche aufgenommen wurden. Später war es ein Waisenhaus, und einige Räume wurden als Rathaus genutzt.

## Das Bauwerk als Kirche

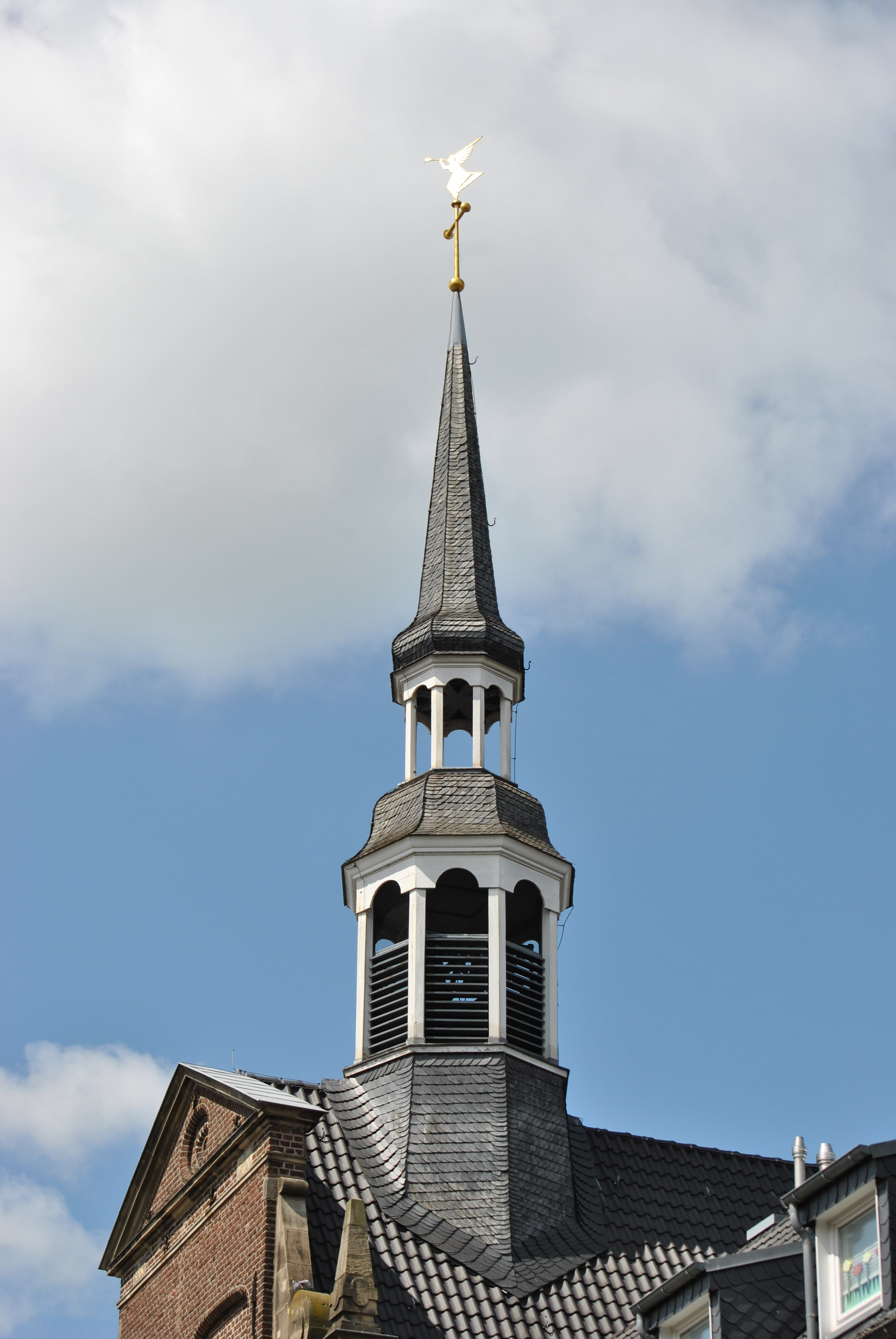
Geusendaniel

Seit Anfang Mai 1701 feierte die Gemeinde nach umfangreichen Umbauarbeiten dort ihren Gottesdienst.
1889 erhielt die Kirche einen Neo-Barockverputz. Doch im Jahre 1942 – Goch feierte sein 700-jähriges Jubiläum – wurde der Verputz wieder abgeschlagen und die Front bekam wieder eine Backsteinverkleidung.
Am 7. Februar 1945 wurde die Kirche durch Fliegerbomben zerstört, und allein die Außenmauern blieben stehen. Erst 1948 – also drei Jahre nach Kriegsende – begann man mit dem Wiederaufbau der Kirche (bis 1951). Der Dachreiter mit dem Geusen-Daniel wurde 1958 aufgerichtet und die drei Glocken aus Bronze wurden 1957 gegossen. Die jetzige weiße Farbe bekam das Kirchengebäude 1972/1973. Die Tonnendecke wurde 1997 restauriert.

## Beschreibung der Kirche
Die Kirche ist mit ihrer Giebelfront in die Häuserreihe eingegliedert, die beiden Nebenhäuser mit gleicher Dachhöhe aber unterschiedlichen Geschosshöhen stehen traufständig zur Straße. Dem steilen Kirchendach ist eine bis zum Dachfirst reichende gestufte und in der Mitte mit einem flachen Dreiecksgiebel mit rundem Durchblick abschließende barocke im Blockverband aus unterschiedlich dunkelfarbigen Feldbrand-Backsteinen gemauerte Fassade vorgesetzt, die vier symmetrisch abgestuft angeordnete und mit Rundbogen abschließende Sprossenfenster aufweist. Die Eingangstür aus Holz ist in einen Rahmen aus behauenem Basaltstein gefasst. Der gleiche Stein bildet die Fensterbänke. Die Fassadenmauern schließen mit durch Mauerblech abgedecktem Sandstein ab. Die Giebelstufen sind mit je einer einfachen Volute und einem kurzen Obelisk aus Sandstein am Giebelstufenrand geschmückt. Die Fenster werden überhöht durch Blendarkaden, die fast bis zum Stufengiebel beziehungsweise zum Dreiecksgiebel hochgeführt werden. Unterhalb des Giebels sind zwei Sandsteinquader eingelassen, die vergoldet die Jahreszahl Anno 1700, das Baujahr der Fassade, bezeichnen. Auch der quadratische Chor, der etwas aus der Häuserzeile herausgeführt wird, hat zwei Sprossenfenster an der Chorhinterwand und zwei an den Seitenwänden. Ein Schmuckstück ist der in Form einer doppelstufigen Laterne mit spitzem Schieferdach aufgesetzte Dachreiter mit „goldenem“ Kreuz und darüber schwebendem Geusen-Daniel, die an die verfolgte, leidende Kirche unter dem Kreuz zu Zeit ihrer Gründung in der Diaspora erinnern.
Nach der reformierten Tradition ist das Kircheninnere betont schlicht, nur die neue Orgel von 1977 schmückt die Empore über dem Eingang. Hervorgehoben werden die Kanzel und der Abendmahlstisch. Von der erhöhten Kanzel mit Schalldeckel aus wird das Wort Gottes verkündet, der wichtigste Teil des Gottesdienstes. Es gibt keine Altar-Kerzen und kein Kreuz – bei alten Reformierten Gemeinden Zeichen für die ehemalige konfessionelle Unterdrückung durch die katholische Kirche. Dies wird immer noch tradiert. Der Kerzenleuchter, der aus dem Jahr 1677 stammt, sorgte für das nötige Licht.
Die helle farbliche Gestaltung von Abendmahltisch, Kanzel, Kirchenbänken, Emporenbrüstung und Orgelverkleidung wurde von Erich John, Krefeld, entworfen. Auch die Kirchenfenster stammen von diesem Künstler. Er konnte sich – trotz Protest – durchsetzen.

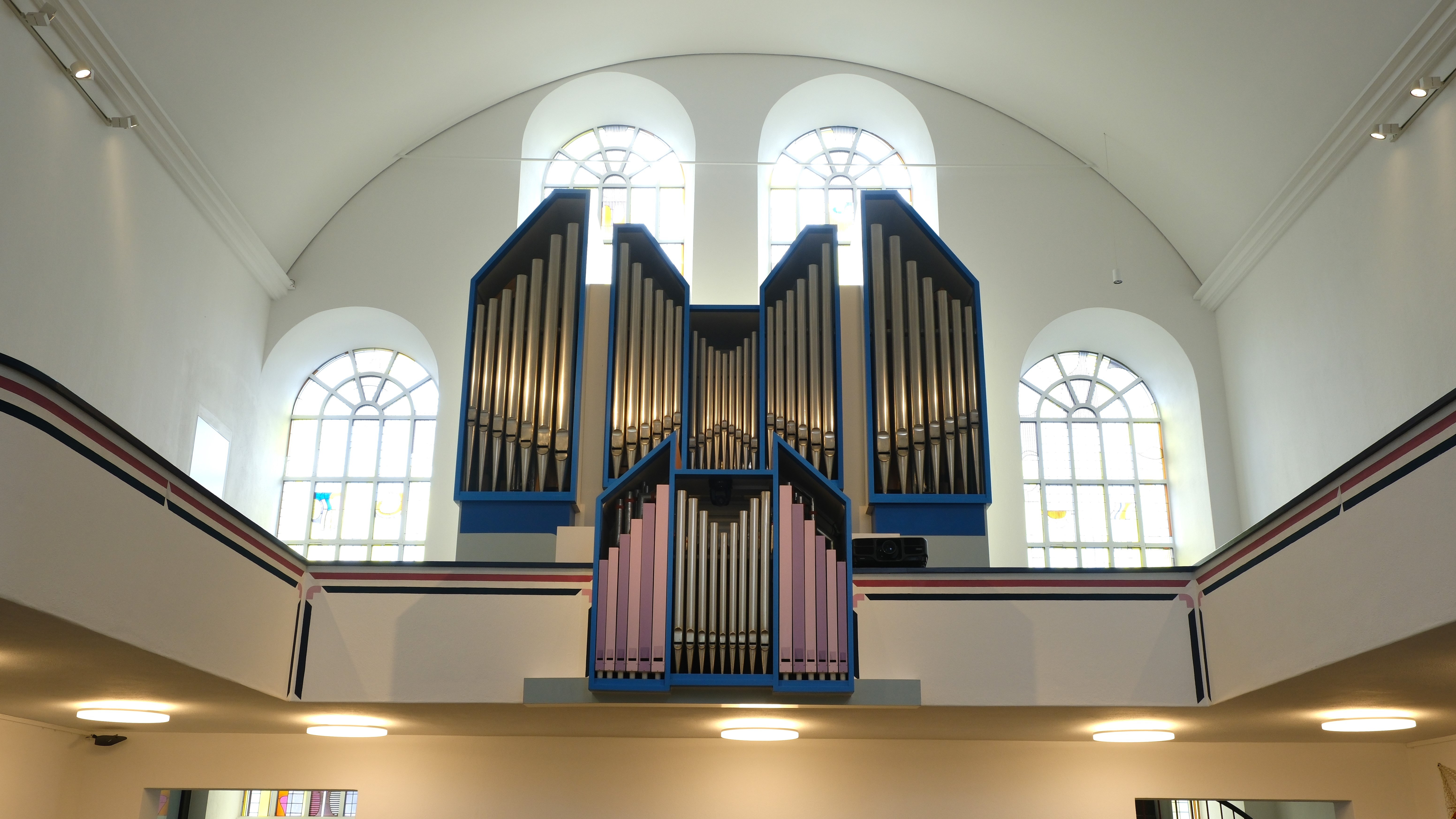
Orgelprospekt mit Rückpositiv

Wie alle Gocher Gebäude besaß auch die evangelische Kirche mehrere Kellerräume. Man vermutet, dass sich zahlungskräftige Mitglieder der evangelischen Gemeinde in den Kellerräumen der Kirche beerdigen ließen, denn die evangelische Gemeinde besaß keinen eigenen Friedhof – ihre Toten konnten allerdings auf einem separaten Teil des katholischen Friedhofs an der St. Maria-Magdalena-Kirche beerdigt werden. Im Zuge des Wiederaufbaus sind die Räume mit Bauschutt zugeschüttet worden und in Vergessenheit geraten. Erst geraume Zeit später entdeckte man bei Bodenarbeiten einen Hohlraum. Dieser Kellerraum wurde leer geräumt, wobei man Knochen und Gebeine fand. Grabsteine oder andere Hinweise auf Namen entdeckte man gleichwohl nicht. Nun wird dieser Kellerraum für besondere Anlässe genutzt. Der „alte“ Abendmahltisch wurde hier aufgestellt. Es ist nicht ausgeschlossen, dass weitere Kellerräume existieren.
Die Orgel mit 19 Registern und 1.448 Pfeifen wurde 1977 von der Firma Orgelbau Jürgen Dahlbüdding KG, Schwelm, gebaut. Das Schleifladen-Instrument hat 18 Register auf zwei Manualwerken und Pedal. Die Spiel- und Registertrakturen sind mechanisch.
| I Hauptwerk C–g3 |        |
| Prinzipal        | 08'    |
| Rohrflöte        | 08'    |
| Oktav            | 04'    |
| Waldflöte        | 02'    |
| Sesquialter II   |        |
| Mixtur V-VI      | 01 ⁄3' |
| Trompete         | 08'    |
| Tremulant        |        |

| II Rückpositiv C–g3 |        |
| Gedeckt             | 08'    |
| Prinzipalflöte      | 04'    |
| Oktav               | 02'    |
| Quinte              | 02 ⁄3' |
| Scharff IV          | 01'    |
| Krummhorn           | 08'    |
| Tremulant           |        |

| Pedalwerk C–f1  |        |
| Subbass         | 16'    |
| Offenbass       | 08'    |
| Hohlflöte       | 04'    |
| Rauschpfeife IV | 02 ⁄3' |
| Holzposaune     | 16'    |

- Koppeln: II/I, I/P, II/P.